# Villsjön (Mo socken, Hälsingland)
Villsjön är en sjö i Bollnäs kommun och Söderhamns kommun i Hälsingland och ingår i Ljusnans huvudavrinningsområde. Sjön är 18 meter djup, har en yta på 0,5 kvadratkilometer och befinner sig 79,3 meter över havet.

## Delavrinningsområde
Villsjön ingår i det delavrinningsområde (679004-155006) som SMHI kallar för Utloppet av Bergviken. Medelhöjden är 74 meter över havet och ytan är 101,06 kvadratkilometer. Räknas de 2088 avrinningsområdena uppströms in blir den ackumulerade arean 19 611,76 kvadratkilometer. Avrinningsområdets utflöde Ljusnan mynnar i havet. Avrinningsområdet består mestadels av skog (41 procent). Avrinningsområdet har 43,31 kvadratkilometer vattenytor vilket ger det en sjöprocent på 42,8 procent. Bebyggelsen i området täcker en yta av 4,62 kvadratkilometer eller 5 procent av avrinningsområdet.